# Tokunoshima (Kagoshima)
Tokunoshima (japanisch 徳之島町 Tokunoshima-chō) ist eine Stadt im Nordosten der Amami-Insel Tokunoshima innerhalb des Landkreises Ōshima der Präfektur Kagoshima.

## Geographie
Tokunoshima liegt auf der Nordostseite der gleichnamigen Insel. Nachbargemeinden sind Amagi im Westen und Isen im Süden.
Es gibt folgende 15 Verwaltungsbezirke (大字 Ōaza):

- Shimokushi (下久志)
- Inokawa (井之川)
- Kaminomine (神之嶺)
- Shoda (諸田)
- Tokuwase (徳和瀬)
- Kametoku (亀徳)
- Kametsu (亀津)
- Omo (尾母)
- Shirai (白井)
- Bama (母間)
- Kedoku (花徳)
- Todoroki (轟木)
- San (山)
- Kanami (金見)
- Tete (手々)

## Kultur
Maskottchen von Tokunoshima ist der Stier „Maborū-kun“. Der Name setzt sich aus dem Dialektwort maborareu („beschützt/gesegnet“) und dem englischen Wort für Stier (bull) zusammen.

## Verkehr
In Tokunoshima gibt es einen Seehafen.

## Persönlichkeiten
- Kyokudōzan Kazuyasu (* 1964), Sumoringer, Politiker und Geschäftsmann
- Ichinoya Mitsuru (* 1960), Sumoringer
- Ehrenbürger:[3]
  - 1962: Kamesawa Michiyoshi (亀沢道喜, 1883–1962), Bürgermeister
  - 1965: Okuyama Hachirō (奥山 八郎, 1887–1967), Richter
  - 1965: Tatsuno Teiichi (龍野 定一, 1890–1986), Pädagoge
  - 1976: 重村一郎, 1922–1976, Politiker
  - 1981: 秋武 喜祐治, 1899–1991, Politiker
  - 1981: 前田 村清, 1908–1984, Geschäftsmann
  - 1981: Takasago Uragorō (高砂 浦五郎, 1929–1988), Sumoringer
  - 1982: 直島 秀良, 1912–1980, Bürgermeister
  - 1992: 肥後 吉次, * 1907, Politiker
  - 1992: 保 直次, * 1916, Geschäftsmann
  - 2006: Tokuda Torao (徳田 虎雄, * 1938), Mediziner und Politiker
  - 2012: 宮上 淳, * 1924, Mediziner